# Maszkowo (Poméranie)
Pour les articles homonymes, voir Maszkowo.
Maszkowo est une localité polonaise de la gmina rurale de Kobylnica située dans le powiat de Słupsk en voïvodie de Poméranie. Elle se trouve à environ 4 km au sud-ouest de Słupsk et 107 km à l'ouest de la capitale régionale Gdańsk.

## Géographie

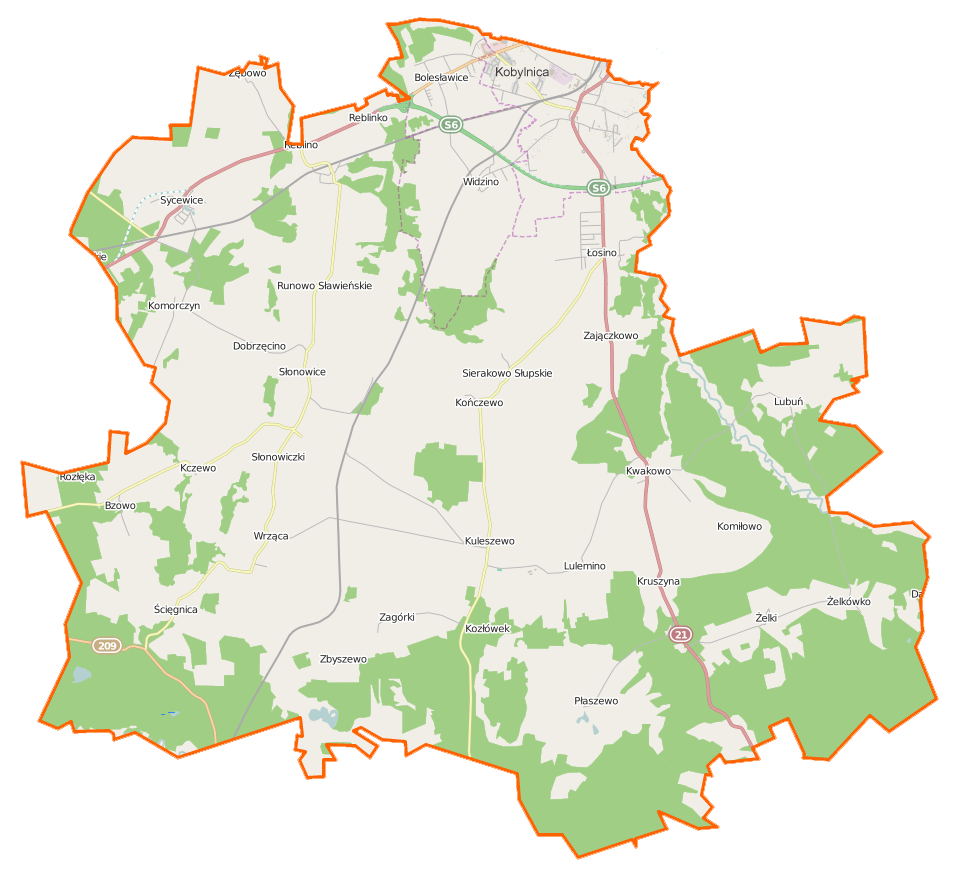
Carte de la gmina de Kobylnica.